# Archäologischer Anzeiger
Der Archäologische Anzeiger (AA) ist eine der bedeutendsten deutschsprachigen Fachzeitschriften im Bereich der Archäologie.

## Geschichte
Der Archäologische Anzeiger erschien erstmals 1889 als Beiblatt zum Jahrbuch des Deutschen Archäologischen Instituts (JdI). Seit 1976 wird er als eigenständige Zeitschrift herausgegeben, zunächst bis 2001 mit vier Teilheften im Verlag Walter de Gruyter in Berlin, seitdem in zwei gebundenen Halbbänden pro Jahr (2001 bis 2007 im Verlag Philipp von Zabern, 2008 bis 2017 im Hirmer Verlag, seit 2018 im Dr. Ludwig Reichert Verlag). Seit 2008 wird zusätzlich zum ersten Halbband des Jahres ein weiteres Beiheft mit dem Jahresbericht des Deutschen Archäologischen Instituts (DAI) veröffentlicht. Zudem erscheint der Archäologische Anzeiger seitdem farbig. Herausgegeben wird er als eines von drei Periodika von der Berliner Zentrale des Deutschen Archäologischen Instituts. Die Redaktion befindet sich in der Berliner Zentrale des DAI. Herausgeber sind die Präsidentin des DAI, Friederike Fless, und der Generalsekretär der Organisation, Philipp von Rummel. Mitherausgeber sind die jeweiligen Direktoren der Abteilungen und Kommissionen des DAI. Dem Beirat der Zeitschrift gehören Norbert Benecke, Orhan Bingöl, Serra Durugönül, Jörg Klinger, Sabine Ladstätter, Franziska Lang, Massimo Osanna, Corinna Rohn, Brian Rose und Alan Shapiro an.
In der Zeitschrift werden  Aufsätze, Berichte und kleinere Mitteilungen veröffentlicht. Die Artikel behandeln meist Berichte zu Ausgrabungen oder Ausgrabungsvorhaben des DAI. Daneben werden auch Forschungsaufsätze oder Grabungsberichte von Ausgrabungen aufgenommen, die nicht vom DAI durchgeführt wurden. In erster Linie, aber nicht ausschließlich, befasst sich die Zeitschrift mit den Kulturen des Mittelmeerraumes und Vorderasiens von der Prähistorik bis zur Spätantike. Vor allem in den letzten Jahren verschiebt sich das Profil immer mehr zu einer weltweiten Archäologie. Außerdem werden einmal im Jahr Jahresberichte des DAI und der Archäologischen Gesellschaft zu Berlin sowie eine Liste mit bestandenen Promotionen veröffentlicht sowie Stipendien des DAI ausgeschrieben.
Der zweite Halbband 2004 war eine Sonderausgabe zum 175-jährigen Jubiläum des DAI. Darin wurden unter anderem Berichte über den Rechtsstatus des Deutschen Archäologischen Instituts inklusive Rechtsgutachten, die Geschäftsordnung des DAI und ein Bericht von den Feierlichkeiten zum Jubiläum veröffentlicht.